# Angelo Tarantino
Angelo Tarantino (ur. 8 kwietnia 1908 w Portogruaro, zm. 15 kwietnia 1990) – włoski biskup rzymskokatolicki, w latach 1959-1984 biskup Arua.